# Schalburgtage
 Der er for få eller ingen kildehenvisninger i denne artikel, hvilket er et problem. Du kan hjælpe ved at angive troværdige kilder til de påstande, som fremføres i artiklen.

Schalburgtage (dannet i analogi med sabotage) var det folkelige navn for den terror, som tyskerne og deres danske hjælpere indledte i den sidste del af Besættelsen i Danmark. Terroren blev rettet mod den danske modstandsbevægelse og det danske samfund i almindelighed som en hævn for modstandsaktioner. Ligeledes indførtes hævndrab på vellidte danskere, når en tysk soldat eller stikker blev dræbt (såkaldte clearingmord).
Besættelsesmagten kaldte begrebet 'kontrasabotage', men danskerne fandt hurtigt på navnet schalburgtage efter Schalburgkorpset, opkaldt efter Christian Frederik von Schalburg, der havde været leder af Frikorps Danmark. Schalburgtagen blev udført af Petergruppen med de fleste medlemmer fra Schalburgkorpset.

## Kontrasabotageaktioner
Listen nedenfor omfatter ikke målrettede drab og drab på tilfældige (se artiklen clearingmord for disse).

### 1943
- December 1943 – Vandtårnet ved Roskildevej, Frederiksberg Bakke sprænges i luften.

### 1944
- 6. januar 1944 – Restaurant Jomsborg i Aarhus ødelægges.
- 7. januar 1944 – Nordisk Films studier i Valby ødelægges.
- 10. januar 1944 – Studenterforeningen i København rammes af den første schalburgtage-aktion. Skaderne blev opgjort til 120.000 kr.
- 11. januar 1944 – Magasin du Nord og Illum bliver ofre for hærværk. Et garageanlæg på Enghavevej 31 ødelægges. Skader for 14.000 kr.
- 15. januar 1944 – Der udøves schalburgtage mod H. Hagerups Boghandel i Fiolstræde 10 i København i anledning af en mindeudstilling af forfatteren, præsten Kaj Munks arbejder – han var blevet dræbt af tyskerne 4. januar.
- 17. januar 1944 - Hellerup Is schalburgteres.
- 25. januar 1944 – Danske Studenters Roklub, Strandvænget, samt Hellerup Roklub saboteres. Skader for 227.000 kr.
- 31. januar 1944 – Palladiums filmatelier i Hellerup saboteres.
- 7. marts 1944 – En bombe eksploderer uden for boghandler Kielbergs forretning i Møllergade i Svendborg. Aktionen var planlagt af Fritz Himmel som svar på den svendborgensiske modstandsbevægelses seneste skibssabotager.[1]
- 17. marts 1944 – Aalborg Stiftstidende bliver ramt af schalburgtage. Hellerup Is på Onsgårdsvej 3 saboteres. Skader for 138.000 kr.
- 31. marts 1944 – Kinopalæet på Gammel Kongevej på Frederiksberg schalburgteres. Biografen genåbner først 16. april 1950.
- 1. april 1944 – Platan Biografen ødelægges. Hviids Vinstue bombes af Petergruppen, hvorved en tilfældig forbipasserende dræbes.[2]
- 5. april 1944 – roklubbernes bådehuse på Langelinie sprænges.
- 19. april 1944 – håndbomber kastes mod to sporvogne i krydset Vesterbrogade/Pile Allé, hvorved små 30 personer kommer til skade, enkelte svært men ingen dræbte.
- 22. april 1944 – lampefabrikken LYFA i Valby sprænges af en samlet Petergruppe. Senere på natten sprænges også trykkeriet S. L. Møller på Rosenørns Allé 29.
- 25. april 1944 – Kl. 1.05 om natten sker to meget kraftige bombeeksplosioner i ejendommen Vestre Boulevard (nu H.C. Andersens Boulevard) 27 i København, hvor filmselskabet Paramount har et filmlager. Der opstår en kraftig brand, som lægger huset helt øde. To beboere kommer alvorligt til skade, mens en beboer såres let. Fem brandmænd kommer til skade under slukningsarbejdet.
- (april)/maj Korsør Glasværk i Korsør ødelægges.[3]
- 7. maj 1944 – Plums Boghandel i Østergade 20 i Assens sprænges i luften.
- 13. maj 1944 – kl. 1.00 om natten sprænges bomber ved Daells Varehus og Illum. Senere på natten rammes også Magasin du Nord og Fonnesbech.
- 26. maj 1944 – Første schalburgtage i Odense: Fyens Stiftstidendes hus i Lille Gråbrødrestræde, Fyens Tidendes og Fyens Venstreblads huse ødelægges ved bombesprængning. To forretninger på Kongensgade, C.M. Eriksens isenkramforretning i nummer 10 og Svend A. Andersens Herreekviperingsforretning i nummer 44-48 sprænges i luften. Mange af de nærliggende bygninger bliver stærkt beskadigede. Aktionen blev ledet af Otto Bovensiepen og involverede 11 personer, heriblandt Wolfgang Söhnlein, Otto Schwerdt, Henning Brøndum og Kai Henning Bothildsen Nielsen.[1]
- 8. juni 1944 – Domus Medica i Amaliegade 5, et hus tegnet af Nicolai Eigtved, schalburgteres natten mellem den 7. og 8. juni
- 11. juni 1944 – Langeliniepavillonen sprænges og ødelægges totalt natten mellem den 10. og 11. juni.
- 23. juni 1944 – Borgernes Hus i Rosenborggade i København schalburgteres natten mellem 22. og 23. juni.
- 24. juni 1944 – Porthuset til Studentergården på Tagensvej schalburgteres. Det bliver genopført.
- 25. juni 1944 – Tivoli bliver ramt af schalburgtage natten mellem den 24. og 25. juni (genåbner 12. juli). Koncertsalen ødelægges fuldstændig og genopføres først i ny skikkelse i 1954-56. Desuden ødelægges Glassalen (genopføres 1946), rutschebanen og dele af Tivolis historiske arkiv. H.C. Lumbyes originale noder går tabt.
- 16. juni 1944 – Den kongelige Porcelainsfabrik på Frederiksberg rammes af schalburgtage.
- 18. juli 1944 – KB Hallen ødelægges ved schalburgtage natten mellem 17. og 18. juli (genindvies 14. september 1945).
- 27. juli 1944 – Tog mod Hillerød bombesprænges ved afgangen fra  Lillerød Station. Der er tre dræbte og mange sårede.
- 30. juli 1944 – Hotel Landsoldaten i Fredericia schalburgteres.
- 22. august 1944 – Aarhus Sporvejes sporvognsremise sprænges i luften.
- 13. september 1944 – Hus i Fredensgade i Aarhus, sprænges i luften.
- 16. september 1944 – Kolding Folkeblads trykkeri ødelægges ved bombeeksplosion; redaktør Therkildsen, hans datter Kirsten og portneren Gejlager bliver dræbt.

I Odense sprænges konsul Haustrups villa i luften; måske som hævn for en række skibssabotager: Der er dog ingen påviselig sammenhæng mellem skibssabotagerne og sprængningen af Haustrups villa, som blandt andre blev udført af Wolfgang Söhnlein, Horst Issel, Fritz Himmel og Henning Brøndum.
- 21. september 1944 – Huset Nyhavn 51 (en) sprænges i luften. To personer kvæstes.
- 26. september 1944 – Huset Silkeborgvej 39 i Aarhus sprænges i luften.
- 30. september 1944 – Restaurant Aarhus Hallen i Aarhus sprænges i luften. Nabohuset styrter også sammen, og der er fem dræbte.
- 2. oktober 1944 – Lystagers Lynlåsefabrik i Viby J og ingeniør J.M. Torvins villa i Åbyhøj ved Aarhus ødelægges af Petergruppen.
- 8. oktober 1944 – Eksprestoget mellem København og Aalborg sprænges i luften ved Tobberup få kilometer nord for Hobro. Der er 10 dræbte og et antal sårede.
- 9. oktober 1944 – Petergruppen ødelægger ved 2.15-tiden Demokratens bygning i Aarhus med en bombe. Fra Hovedbanegårdens terræn bliver der kastet en bombe ind gennem et vindue til trykkeriet. En kvinde i nærheden omkommer af chok. En brandmand kvæstes. Samme nat kastes en bombe ind i et ekspeditionslokale på avisen Dannevirke i Haderslev.
- 10.-11. oktober 1944 – Hus i Svendborg sprænges i luften af Petergruppen efter våbenfund. Svendborg Tinghus samt bygningerne, der huser Svendborg Avis og Svendborg Amtstidende, ødelægges. Også købmand Ziersens manufakturforretning på hjørnet af Kattesundet og Gerritsgade sprænges i luften. Sprængningerne efterlader skader på i alt 83 ejendomme.[1]
- 18. oktober 1944 – Medlemmer af Petergruppen ødelægger frugthandler Niels Kjelsen Nielsens forretning i Nørregade og slagtermester Hørslev Nielsens forretning i Samsøgade 75 i Aarhus.
- 18. oktober 1944 – Modstandsmanden Erik Nyegaards hus, Strandvejen 184 i Skovshoved, sprænges som hævn for, at den kendte modstandsmand Bent Faurschou-Hviid ("Flammen") opholdt sig her, og da han blev overrasket af tyskerne, nåede at begå selvmord ved at tage en giftpille.
- 8. november 1944 – Ejendommen Vinhuset i Svendborg på hjørnet af Brogade og Møllergade schalburgteres – to kvinder indebrænder.[1]
- 10. november 1944 – Petergruppen er atter i Odense – sandsynligvis for at gengælde en sabotage, den odenseanske modstandsbevægelse tre dage tidligere havde udført på Odense Staalskibsværft mod det tyske motorskib Nora. Seks af Peter-gruppens medlemmer – heriblandt Bothildsen Nielsen og Horst Issel samt Wolfgang Söhnlein deltager i (gengældelses)aktionen. Omkring klokken 1 om natten eksploderer der bomber ved følgende ejendomme: Vestergade 1, Priorgaarden, hvor Ulsted Herremagasin raseres; Vestergade 23, hvor Svaneapoteket bliver beskadiget af bombeeksplosionen og en efterfølgende opstået brand; Vestergade 50, hvor såvel en frugtforretning som en trikotageforretning og korsetforretning bliver raseret; Vestergade 64, Café Sct. Knud, hvor kolonialforretningen i kælderen og caféen på 1. sal ødelægges; Kongensgade 37, hvor radioforretningen Radiofon bliver ødelagt; Kongensgade 59, hvor Fyns Beklædningsmagasin raseres, ligesom selve ejendommen bliver slemt medtaget.[1]
- 11. november 1944 – Fem bygninger på Strøget i Aarhus ødelægges af Petergruppen ved voldsomme eksplosioner. Ingen dræbes, men flere såres. Det går også ud over Molles Kro i Kannikegade.
- 12. november 1944 – Bygninger i Søndergade 10-14, 23-27, 29 og 58-60 i Aarhus sprænges i luften eller udsættes for hærværk af Petergruppen.
- 14. november 1944 – Esbjergbladets bygning i Esbjerg samt Th. Vestergaard og Flensborg-Lageret ødelægges natten til den 14. november.
- 20. november 1944 – Hellerup Tændstikfabrik ødelægges.
- 2. december 1944 – Aarhus Haandværkerforening, Paradisgade 3, Aarhus sprænges i luften. En person, en servitrice, bliver dræbt.
- 6. december 1944 – Modstandsmanden L.A. Duus Hansens villa på Klosterrisvej 8 ved Lundehussøen i København sprænges i luften. Den havde stået ubeboet i længere tid.
- 8. december 1944 – En villa i Risskov ved Aarhus schalburgteres med en bombe.
- 14. december 1944 – Odinstårnet i Odense bliver sprængt i luften som hævn for en lang række sabotager mod især fødevarefabrikker. Ideen til aktionen var angiveligt fostret af Wolfgang Söhnlein. Bovensiepen havde givet sit tilsagn og efterfølgende beordret Horst Issel til at iværksætte aktionen, som involverede hele Petergruppen og 210 kilo sprængstof, der blev placeret 50 forskellige steder på konstruktionen af det 175 meter høje tårn.[1]
- 19. december 1944 – ØK's hovedkontor på Holmens Kanal i København rammes. Bygningen nedbrænder totalt.
- 20. december 1944 – Gesandt N.P. Arnstedts villa, Christian Winthers Vej 4 på Frederiksberg, ødelægges som hævn for sønnens involvering i modstandskampen, og fordi modstandsmanden, civilingeniør Frederik Jørgen Eggert Hostrup-Schultz, var blevet antruffet på adressen. Det meste indbo, herunder biblioteket, går tabt.
- 21. december 1944 – Kriminalbetjent og modstandsmand O.B. Bertelsens hus på Sylows Allé på Frederiksberg bliver schalburgteret.
- 22. december 1944 – Forfatterinden Karen Aabyes villa, Kisum Bakke, Højgaard Allé i Bagsværd, sprænges i luften af Gestapo. Karen Aabye var ikke hjemme.
- December 1944 – Direktør Christian Winthers villa og bogsamling ødelægges, Mariendalsvej 104 på Frederiksberg, fordi han havde stillet boligen til rådighed for modstandsfolk. Skader for 110.640 kr.

### 1945
- 4. januar 1945 – Villaen Højsagervej 10 i Valby og villaen C.F. Richs Vej 20 på Frederiksberg sprænges i luften.
- 5. januar 1945 – Tuborg-bryggeriets kedelhus på fabrikken i Hellerup sprænges i luften.
- 12. januar 1945 – Vennelyst Teater i Aarhus sprænges i luften.
- 13. januar 1945 – Adolph Holst A/S's fabriksbygninger i Korsgade i Aalborg ødelægges.
- 14. januar 1945 – Bang & Olufsen i Struer saboteres. Skader for 2.450.000 kr.
- 18. januar 1945 – Apollo-teatret i København bliver sprængt i luften.
- 24. januar 1945 – Kl. 23.35 sprænges Carl Allers Etablissement i Valby i luften. Virksomheden ødelægges totalt af brand- og sprængbomber. En snes mennesker såres af glasskår. Vagtmester Ernst Tommy Liljeqvist bliver skudt og dør på stedet. Desuden får to brødre, Erik og Ernst Hansen, skudsår, mens byvagt Holger Lindby Petersen såres hårdt ved at få et radiatorstykke ned over sig. Tage og vinduer i bydelen ødelægges af lufttrykket fra eksplosionen.
- 8. februar 1945 – Villaerne Højlandsvangen 52 og Kildebakkegårdsvej 226 i Søborg ødelægges.
- 13. februar 1945 – Villaerne Nebbegårdsbakken 17 og Ørevadsvej 32 i Utterslev ødelægges.
- 21. februar 1945 – En bombe sprænges i Aarhus Rådhus. Schalburgtage mod Fyns Tidende i Odense.
- 22. februar 1945 – Petergruppen iværksætter kl. 01.15 omfattende ødelæggelser i Aarhus med fosfor-, spræng- og brandbomber i Guldsmedgade, Nørregade, Ryesgade og ved Aarhus Teater. Bomberne går ikke af på samme tid, men forskudt. Syv personer omkommer i brandene, og der er flere sårede. Desuden myrder gruppen et forbipasserende vidne.
- 23. februar 1945 – Håndværkerforeningen i Silkeborg, et hovedværk af den danske arkitekt Anton Rosen, sprænges i luften.
- 23. februar 1945 – Randers Teater sprænges i luften. En del af teatrets arkiv går til grunde. I Aarhus forsøger Petergruppen at ødelægge Skt. Clemens Bro med bomber. Broen holder, men det går hårdt ud over bygningerne i nærheden.
- 24. februar 1945 – Eksprestoget mellem København og Aalborg bliver for anden gang sprængt i luften ved Tobberup få kilometer nord for Hobro. Der er 20 dræbte og mange sårede. Blandt de omkomne er den danske skuespiller Oda Pasborg.
- 1. marts 1945 – J.F. Willumsens statue af Viggo Hørup i Kongens Have ødelægges. Den genskabes efter krigen.
- 13. marts 1945 – Tyske håndlangere placerer en bombe i Risskov-toget ved Aarhus. To mennesker bliver dræbt. Aarhus Rådhus forsøges ødelagt for anden gang. Der sker omfattende ødelæggelser. Bomberne er placeret ved tårnet i et forsøg på at vælte det.
- 16. marts 1945 – Den netop genopførte Fredericia Teater schalburgteres.
- 16. marts 1945 – Witrrups Klæde- og Tæppefabrik, Grejsdalen i Vejle schalburgteres.
- 19. marts 1945 – Glasmalerierne i Skt. Nikolai Kirke i Kolding ødelægges.
- 20. marts 1945 – Villaen Sognevej 45 i Gentofte sprænges i luften.
- 27. marts 1945 – Vendsyssel Tidendes og Frederikshavns Avis' bygninger i Hjørring udsættes for bombeangreb.
- 28. marts 1945 – Risskov-toget udsættes for endnu en bombe. Der placeres også en bombe på Hammel-banens tog.
- 20. april 1945 – Lorry i Allégade på Frederiksberg og en lang række andre restauranter og butikker ødelægges med bomber.

Stærkest ramt af bombeattentaterne blev "Landsbyen" i Lorry, som blev helt raseret. Også "Hollænderbyen" på Amager blev beskadiget ved en bombeeksplosion. Andre steder blev der kastet håndgranater og mindre, eksplosive småbomber ind i restauranter og butikker, således i "Sevilla" i Blågårdsgade, typografernes ejendom, Ewaldsgade 3, hvor trappeanlægget styrtede sammen, cykelforretningen på hjørnet af Grækenlandsvej og Højdevej, restauranten "Det Rene Glas", Nørrebrogade 66, slagterforretningen, Tagensvej 100, restauranten, Løngangsstræde 19, Café "Luna", Vibenshus Runddel, en forretning i ejendommen, Frederikssundsvej 82, en forretning Tagensvej 93, en læderforretning i Rantzausgade og en café i Havnegade. I ejendommen Danshøjvej 5 blev der kastet en håndgranat ind i viceværtens lejlighed i stuen.
- 21. april 1945 – Frugthandler Niels Kjelsen Nielsens forretning i Studsgade i Aarhus ødelægges af en bombe. Det er anden gang i løbet af få måneder, at Nielsen får sin forretning smadret. Det er tidligere sket i Nørregade.
- 26. april 1945 – Troels Finks hus på Gentoftevej 19 i Aarhus sprænges i luften som straf for hans engagement i Sønderjyske Danske Samfund.

### År og dato mangler
- Wivex, København.
- Ejendommen Ridderborg, Danmarksgade 13 i Fredericia, schalburgteres.
- Gartneri i Fredericia sprænges i luften efter fund af våben.
- Forretninger i Aalborg udsættes for hærværk.
- Vejle Amts Avis' bygning ødelægges.
- Aabenraa Politistation. (1944)
- Villa i Faaborg sprænges i luften.
- Ejendomme i Overgade og Vestergade i Odense ødelægges. Ligeledes sprænges en villa.